# Kraniofaziale Mikrosomie
Die Kraniofaziale Mikrosomie ist eine seltene angeborene Fehlbildung überwiegend am Kopf (kranio- von altgriechisch κρανίον kranion, deutsch ‚Schädel‘) und Gesicht (fazial von lateinisch facies ‚Gesicht‘) mit umschriebener Wachstumshemmung (Mikrosomie). Nach der Lippen-Kiefer-Gaumenspalte handelt es sich um die zweithäufigste Erkrankung an Kopf und Gesicht. Die Ausprägung ist sehr variabel von Veränderungen an Ober-, Unterkiefer, an den Ohren, den Gesichtsweichteilen, den Augen, Gesichtsnerven, im Bereich des ersten und zweiten Kiemenbogens sowie möglicher Fehlbildungen außerhalb der Gesichts-/Kopfregion.
Synonyme sind: englisch Hemifacial Microsomia; Hfm; Oculoauriculovertebral Spectrum; Oavs; Goldenhar Syndrome; Oculoauriculovertebral Dysplasia; Oav Dysplasia; Facioauriculovertebral Sequence; Fav Sequence
Die Bezeichnungen „Kraniofazial“ und „Hemifazial“ werden oft synonym gebraucht, obwohl Kraniofazial ein Überbegriff ist und Hemifazial auf die Halbseitigkeit der Veränderungen abzielt.
Die Erstbeschreibung stammt wohl aus dem Jahre 1861 durch E. Canton, gefolgt von einer Veröffentlichung aus dem Jahre 1881 durch Carl Ferdinand Von Arlt. Die Bezeichnung Hemifacial Microsomia wurde im Jahre 1964 von J. Pindborg and ‚R. Corlin vorgeschlagen.

## Verbreitung
Die Häufigkeit wird mit 1 auf 3000 bis 26550 Neugeborene angegeben, das männliche Geschlecht ist 50 % häufiger als das weibliche betroffen. In 1 bis 2 Prozent lässt sich ein  Autosomal-dominanter Erbgang nachweisen, noch seltener kommt ein autosomal-rezessives Vererbungsmuster vor.
Die medizinische Datenbank Orphanet nennt unter dem Stichwort „Kraniofaziale Mikrosomie“ folgende Erkrankungen
- X-chromosomale mandibulofaziale Dysostose, Synonyme: Dysostose, mandibulofaziale, Typ Toriello; Kiemenbogen-Syndrom, X-chromosomales; X-chromosomale mandibulofaziale Dysostose mit Extremitätenanomalien[8]
- Goldenhar-Syndrom
- Hemifaziale Mikrosomie

und fasst die Hemifaziale Mikrosomie jetzt mit dem Goldenhar-Syndrom und dem Moeschler-Clarren-Syndrom (Okulo-aurikulo-vertebrales Spektrum mit radialen Defekten) zum Okulo-aurikulo-vertebralem Spektrum zusammen.

## Ursache
Die Ursache ist nicht geklärt, an genetischen Veränderungen wurden Mutationen im SF3B2-Gen auf Chromosom 11 Genort q13.1 gefunden. Diskutiert werden vorgeburtliche Expositionen, Gefäßanomalien, Störungen in der Entwicklung des Meckelschen Knorpels sowie der kranialen Neuralleiste.

## Einteilung
Derzeit am gebräuchlichsten ist die OMENS-Klassifikation, die außer Unterkiefer und Kiefergelenken auch weitere Wachstumsstörungen im Gesichtsbereich berücksichtigt und neben radiologischen auch klinische Befunde mit einbezieht.
Das Akronym OMENS steht für Orbita, Mandibula, Ears, Nervus facialis und Soft tissues.

## Klinische Erscheinungen
Bei etwa zwei Drittel der Betroffenen weisen beide Gesichtsseiten Auffälligkeiten auf, meist in unterschiedlicher Weise.
Hauptkriterien, die nicht alle vorliegen müssen,  sind:
- Hypoplasie des Unterkiefers
- Mikrotie
- Hypoplasie der Orbita und/oder des Gesichtsschädels
- Asymmetrische Gesichtsbewegung

Nebenkriterien sind:
- Mangel an Weichteilen im Gesichtes
- Ohranhängsel
- Makrostomie
- Lippen-Kiefer-Gaumenspalte
- Epibuläres Dermoid
- Wirbelkörperanomalien

## Diagnose
Die Diagnose ergibt sich aus den klinischen Befunden und den Ergebnissen der medizinischen Bildgebung einschließlich Orthopantomographie und Digitaler Volumentomographie.